# Cyphodesmus bifidus
Cyphodesmus bifidus är en mångfotingart som först beskrevs av Filippo Silvestri 1910.  Cyphodesmus bifidus ingår i släktet Cyphodesmus och familjen Sphaeriodesmidae. Inga underarter finns listade i Catalogue of Life.